# 講談社輕小說文庫
講談社輕小說文庫（講談社ラノベ文庫）是講談社出版的少年向輕小說文庫，作為講談社文庫的子書系，於2011年12月2日創刊。

## 簡介
講談社輕小說文庫新人賞於2010年10月開始募集參賽作品，同時架設宣傳網站，而後本文庫創刊消息於2011年9月和第1屆新人獎得獎名單一併正式發表。本文庫以藤島康介設計的「小輕（ラノベちゃん）」作為吉祥物，並用「輕小說、開始販售。（ラノベ、はじめました。）」作為宣傳標語，特別強調自己是新的輕小說書系。
創刊當時編輯長於專訪時，針對書系成立原因表示「在輕小說非常興盛的現在，講談社認為不能自身於潮流之外，所以決定成立新書系。輕小說很適合跨媒體改編，尤其是想全部改編成漫畫。輕小說編輯部設置於第三編輯局（負責《週刊少年Magazine》等漫畫系列，而非文藝書籍），也是著眼於跨媒體改編。」
本書系新書發行日定為每月2日，但實際發售日會有所調整，有時也會提早到前月月底，例如2012年1月新書在2011年12月28日發售。另外也曾有作品因為各種緣故延後一週發售。
自2012年8月31日發售的9月新書開始，本書系除了出版前述講談社輕小說文庫新人賞得獎作品外，也出版另一新成立的講談社輕小說挑戰杯得獎作品。

## 作品一覽
由於以未出版書籍居多，完整列表請見日語版條目。

### 尖端出版社
- 學生會偵探桐香（杉井光/ぽんかん(8)）
- 萌萌侵略者 OUTBREAK COMPANY（榊一郎/ゆーげん）
- 性衝動獵人RIOT（築地俊彥/はましま薫夫）
- 味噌養成魔法使（澄守彩/シロウ）

### 東立出版社
- 如果折斷她的旗（竹井10日/CUTEG）
- 進擊的巨人 Before the fall（原作：諫山創、作者：涼風涼/THORES柴本）
- 時鐘機關之星（榎宮祐・暇奈椿/茨乃）
- 神明大人的工作（幹/蜜桃まむ）
- 銃皇無盡的法夫納（ツカサ/梱枝りこ）
- 桃音夕音的輕小說日記（あさのハジメ/たにはらなつき）
- コープスパーティー ブラッドカバー リピーティッドフィアー（原作：Team GrisGris／5pb.、作者：都築由浩/Nino）
- 殭屍哪有那麼萌？ 禮彌的長夜（原作・插畫：服部充、作者：涼風涼）
- 我當上魔王軍的軍師了（長野聖樹/れい亜）
- 七曲七海的奇妙秘密（雨木シュウスケ/硯）

## 動畫化作品
| 作品名稱                               | 播放時間      | 動畫製作公司                | 備註 |
| -------------------------------------- | ------------- | --------------------------- | ---- |
| 萌萌侵略者 OUTBREAK COMPANY            | 2013年        | feel.                       |      |
| 如果折斷她的旗                         | 2014年        | Hoods Entertainment         |      |
| 銃皇無盡的法夫納                       | 2015年        | diomedéa                    |      |
| 時鐘機關之星                           | 2017年        | XEBEC                       |      |
| 異世界魔王與召喚少女的奴隸魔術         | 2018年（1期） | 亞細亞堂                    |      |
| 異世界魔王與召喚少女的奴隸魔術         | 2021年（2期） | 手塚製作公司 Okuruto Noboru |      |
| 魔法使黎明期                           | 2022年        | 手塚製作公司                |      |
| 冰劍的魔術師將要統一世界               | 2023年        | Cloud Hearts                |      |
| 轉生為第七王子，隨心所欲的魔法學習之路 | 2024年        | Tsumugi Akita Animation Lab |      |

## 外部連結
- 講談社輕小說文庫|講談社Comic PlusArchive.today的存檔，存档日期2012-07-09
- 講談社輕小說文庫編輯部的X（前Twitter）